# Мохове (Узункольський район)
Мо́хове (каз. Моховый) — село у складі Узункольського району Костанайської області Казахстану. Входить до складу Кіровського сільського округу.
Населення — 55 осіб (2021; 98 у 2009, 174 у 1999, 138 у 1989).